# Майоровка (Сумская область)
Майоровка (укр. Майорівка) — село,
Майоровский сельский совет,
Кролевецкий район,
Сумская область,
Украина.
Код КОАТУУ — 5922686101. Население по переписи 2001 года составляло 259 человек. Население по данным 2019 года составляло 175 человек.
Является административным центром Майоровского сельского совета, в который не входят другие населённые пункты.

## Географическое положение
Село Майоровка находится на расстоянии в 1,5 км от села Терехово.
По селу протекает пересыхающий ручей с запрудой.
Рядом проходят автомобильная дорога М-02 (E 101) и
железная дорога, станция Майоровка.

## История
- Село Майоровка известно с первой половины XVIII века как село Галяховщина.
- Во второй половине XIX века село получило имя Майоровка.

## Экономика
- ООО «Агроком».

## Объекты социальной сферы
- Школа I ст.
- Клуб.
- Фельдшерско-акушерский пункт.